# Bil Aka Kora
Bil Aka Kora, eigentlich Akaramata Kora Bilgo, (* 31. Dezember 1971 in Pô, Obervolta, heute Burkina Faso) ist ein Musiker aus dem westafrikanischen Staat Burkina Faso. Er wurde 2002 zum besten Musiker seines Landes gewählt. Seinen Musikstil bezeichnet er als Djongo, den er mit seiner Band Djongo System auf Basis der traditionellen Musik und Tänze der Kassena kreierte, der Ethnie, der Bil Aka Kora entstammt. Sein erstes Album erschien 1998, außerdem arbeitete er unter anderem mit dem Österreicher Hubert von Goisern zusammen. 2002 und 2005 wurde er mit dem Kundé d’or für den besten Künstler Burkina Fasos ausgezeichnet.